# Sachny (obwód sumski)
Sachny (ukr. Сахни) – wieś na Ukrainie, w obwodzie sumskim, w rejonie konotopskim, w hromadzie Boczeczky. W 2001 liczyła 590 mieszkańców, spośród których 583 wskazało jako ojczysty język ukraiński, a 7 rosyjski.